# Powiat mirachowski
Powiat mirachowski – dawny powiat województwa pomorskiego (w latach 1473–1772) leżący na Kaszubach (obszar dzisiejszych powiatów kartuskiego i częściowo bytowskiego i wejherowskiego) otoczony kompleksem Lasów Mirachowskich. Siedziba powiatu znajdowała się we wsi Mirachowo, stanowiącej starostwo niegrodowe (w istniejącym do dziś dworku szlacheckim). Na zachodzie powiat obejmował Gowidlino i Sulęczyno, na południu Brodnicę i Ręboszewo, na wschodzie górny brzeg rzeki Strzelenki, zaś na północy obejmował Będargowo i Zęblewo. Urząd starosty piastowali m.in. Szczepańscy, Szczawińscy (Mikołaj Szczawiński, Jakub Szczawiński), Linde. Wynikiem I rozbioru obszar powiatu znalazł się pod administracją zaboru pruskiego. W wyniku pruskiej reformy administracyjnej z roku 1818 funkcje siedziby powiatu przejęła ówczesna wieś Kartuzy, a samą nazwę powiatu zmieniono na powiat kartuski.